# Phoracantha complicata
Phoracantha complicata är en skalbaggsart som beskrevs av Wang 1995. Phoracantha complicata ingår i släktet Phoracantha och familjen långhorningar. Inga underarter finns listade i Catalogue of Life.